# 158 (število)
158 (stó oseminpétdeset) je naravno število, za katerega velja 156 = 100 + 50 + 8 = 159 - 1.
Ne obstaja noben takšen cel x, da bi veljala enačba φ(x) = 158.
Perrinovo število